# Dammsjön (Hjulsjö socken, Västmanland)
Dammsjön är en sjö i Hällefors kommun i Västmanland och ingår i Norrströms huvudavrinningsområde. Sjön har en area på 0,0641 kvadratkilometer och ligger 184,5 meter över havet.

## Delavrinningsområde
Dammsjön ingår i det delavrinningsområde (663055-144045) som SMHI kallar för Mynnar i Kvisseln. Medelhöjden är 207 meter över havet och ytan är 53,28 kvadratkilometer. Det finns inga avrinningsområden uppströms utan avrinningsområdet är högsta punkten. Allmosälven som avvattnar avrinningsområdet har biflödesordning 4, vilket innebär att vattnet flödar genom totalt 4 vattendrag innan det når havet efter 261 kilometer. Avrinningsområdet består mestadels av skog (86 procent). Avrinningsområdet har 3,15 kvadratkilometer vattenytor vilket ger det en sjöprocent på 5,9 procent.